# Küszöbgráf

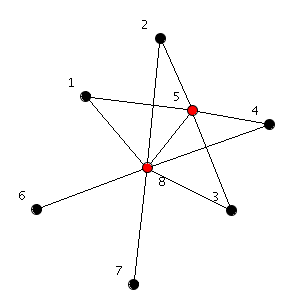
Példa küszöbgráfra.
A létrehozás lépései: kiindulunk az egy csúcsból álló gráfból (1-es csúcs), majd hozzáadjuk a fekete izolált csúcsokat és a piros domináló csúcsokat, a számozás sorrendjében.

A matematika, azon belül a gráfelmélet területén egy küszöbgráf (threshold graph) olyan gráf, ami előállítható az egy csúcsból álló gráfból a következő két művelet bármelyikének ismételt alkalmazásával:
1. A gráfhoz hozzáadunk egy izolált csúcsot.
2. A gráfhoz hozzáadunk egy univerzális csúcsot (domináló csúcsot), tehát egy olyan csúcsot, ami minden más csúccsal össze van kötve.

A küszöbgráfokat (Chvátal & Hammer 1977) vezette be. A küszöbgráfokról a (Golumbic 1980) egy fejezete szól, (Mahadev & Peled 1995) pedig egy teljes könyvet szentelt nekik.

## Alternatív definíciók
A fentivel ekvivalens definíció a következő: egy gráf pontosan akkor küszöbgráf, ha létezik olyan {\displaystyle S} valós szám, továbbá a gráf minden {\displaystyle v} csúcsához hozzárendelhető egy {\displaystyle w(v)} valós értékű súly úgy, hogy bármely két {\displaystyle v,u} csúcs között akkor húzódik {\displaystyle uv} él, ha {\displaystyle w(u)+w(v)>S}. 
Egy másik, ekvivalens definíció: egy gráf pontosan akkor küszöbgráf, ha létezik olyan {\displaystyle T} valós szám és minden {\displaystyle v} csúcshoz egy {\displaystyle a(v)} valós értékű súly úgy, hogy bármely {\displaystyle X\subseteq V} csúcshalmazra, {\displaystyle X} pontosan akkor független csúcshalmaz, ha {\displaystyle \sum _{v\in X}a(v)\leq T.}
A „küszöbgráf” elnevezés ezekből a definíciókból ered: S az él behúzásának, vagy ezzel egyenértékű módon T a független csúcshalmaznak levés küszöbértéke.

## Felbontás
A csúcsok ismételt hozzáadását alkalmazó definícióból megalkotható a küszöbgráfok leírásának egy alternatív, szimbólumok sorozatával való leírása. {\displaystyle \epsilon } az első karaktere a karakterláncnak, a gráf első csúcsát jelképezve. Az összes többi karakter vagy {\displaystyle u}, jelölve a hozzáadott izolált csúcsot (vagy unió csúcsot) vagy {\displaystyle j}, ami a hozzáadott domináló csúcsot (vagy join, azaz összekapcsolási csúcs). Így például az {\displaystyle \epsilon uuj} karakterlánc a három ágú csillaggráfot írja le, míg az {\displaystyle \epsilon uj} a három csúcsú útgráfot. Az ábrán látható gráf így fejezhető ki: {\displaystyle \epsilon uuujuuj}.

## Kapcsolódó gráfcsaládok, felismerésük
A küszöbgráfok a kográfok, a split gráfok és a triviálisan perfekt gráfok speciális esetei. Bármely gráf, ami egyszerre kográf és split gráf, az küszöbgráf. Bármely gráf, ami triviálisan perfekt és a komplementere is az, szintén küszöbgráf. A küszöbgráfok továbbá az intervallumgráfok speciális esetei is. Ezek a kapcsolatok kifejezhetők a tiltott feszített részgráfok szerinti jellemzés alapján: a kográf nem tartalmaz P4 négy csúcs közötti feszített utat, míg a küszöbgráf nem tartalmaz sem feszített P4-et, C4-et vagy 2K2-t.  C4 a négy csúcs között húzódó kör, 2K2 pedig a komplementere, azaz két diszjunkt él. Ez megmagyarázza, hogy a küszöbgráfok miért zártak a komplementerképzés műveletére nézve: a P4 önmaga komplementere, így ha egy gráf P4-, C4- és 2K2-mentes, komplementere is az lesz.
(Heggernes & Kratsch 2007) megmutatta, hogy a küszöbgráfok lineáris időben felismerhetők; ha egy gráf nem küszöb-, bizonyíték-algoritmusa valamely tiltott részgráfot adja eredményül.

## Fordítás
- Ez a szócikk részben vagy egészben a Threshold graph című angol Wikipédia-szócikk ezen változatának fordításán alapul.  Az eredeti cikk szerkesztőit annak laptörténete sorolja fel. Ez a jelzés csupán a megfogalmazás eredetét és a szerzői jogokat jelzi, nem szolgál a cikkben szereplő információk forrásmegjelöléseként.